# Finstergraben (Odenbach)
Der Finstergraben ist ein gut eineinhalb Kilometer langer rechter Zufluss des Odenbaches im
rheinland-pfälzischen Landkreis Kaiserslautern auf dem Gebiet der zur Verbandsgemeinde Otterbach-Otterberg gehörenden Ortsgemeinden Niederkirchen und Schallodenbach.

## Verlauf
Der Finstergraben entspringt im Naturraum Lichtenberg-Höhenrücken des Nordpfälzer Berglandes  auf einer Höhe von 346 m ü. NHN in einem Acker am Nordwesthang des Elkenknopfes (426,8 m) unweit der Kreisstraße 30 direkt an der Gemeindegrenze zwischen Schallodenbach im Süden und Niederkirchen im Norden. Seine Quelle liegt knapp einen halben Kilometer westsüdwestlich des in der Gemarkung vom Niederkirchener Ortsteil Wörsbach  liegenden Wohnplatzes Amoshof.
Er fließt zunächst begleitet von starkem Gehölz gut 300 Meter in westnordwestlicher Richtung durch Felder und Wiesen und markiert dabei die Gemeindegrenze. Dann dreht er nach Nordwesten und läuft danach in einem engen Tal durch einen Grünstreifen, welcher rechts und links von Hangwäldern begrenzt wird.
Schließlich  mündet der Bach auf einer Höhe von 265 m  knapp einen halben Kilometer nordnordöstlich der zur Gemarkung Wörsbach gehörenden Rauschermühle und etwa 40 Meter östlich der Landesstraße 382 von rechts in den aus dem Südsüdwesten kommenden Odenbach.
Der Finstergraben mündet nach etwa 1,7 km langem Lauf mit mittlerem Sohlgefälle von etwa 49 ‰ rund 81 Höhenmeter unterhalb seiner Quelle.